# Ray (film)
Ray è un film del 2004 diretto da Taylor Hackford.
È il primo biopic sulla vita del cantante Ray Charles, scomparso qualche mese prima dell'uscita della pellicola nelle sale americane. Jamie Foxx, che per calarsi perfettamente nei panni del grande artista non vedente, trascorse del tempo con lui, grazie alla sua interpretazione di Ray Charles vinse un Golden Globe, un BAFTA e un Oscar come miglior attore protagonista, oltre a molti altri premi.

## Trama
Nato in una piantagione di mezzadria nel nord della Florida, Ray Charles Robinson divenne cieco all'età di sette anni. Ispirato da una madre coraggiosa ed indipendente che insistette affinché il giovane trovasse la propria strada nel mondo, Ray Charles scopre di avere una grande passione per la musica ed inoltre un grande talento per il pianoforte. Girando in tour per tutti i concerti musicali del Sud dello stato, Ray Charles si fa un nome nell'ambiente, sino a diventare famosissimo quando unisce stili diversi come il gospel, il country ed il jazz creando un proprio stile unico ed inimitabile.
Ray Charles rivoluzionò il modo in cui la gente apprezzava la musica, combattendo contemporaneamente la segregazione razziale, battendosi per i diritti dei neri ed aiutando la carriera di altri giovani artisti neri. Il film fornisce un ritratto dell'artista completo, mostrando anche aspetti controversi della sua vita come la dipendenza da eroina.
La sceneggiatura del film venne approvata dallo stesso Ray Charles.

## Produzione
La produzione di Ray è stata interamente finanziata da Philip Anschutz, attraverso la Bristol Bay Productions, di sua proprietà. Taylor Hackford ha dichiarato in una intervista presente come bonus nel DVD del film, che ci sono voluti quindici anni perché il film si potesse realizzare. In seguito Hackford ha chiarito che in realtà i quindici anni sono serviti soltanto per assicurarsi i finanziamenti per il film.
A Ray Charles fu consegnata una copia della sceneggiatura del film in braille. Il cantante ebbe da ridire soltanto su una scena che lo mostrava suonare il piano con risentimento, ed un'altra in cui veniva lasciato intendere che Charles avesse mostrato ad una sua amante, Margie Hendricks, principale cantante delle Raelettes, come consumare eroina.
Ray è stato presentato in anteprima al Toronto International Film Festival del 2004.

## Colonna sonora
La colonna sonora di Ray è stata pubblicata dalla Atlantic/WEA il 1º settembre 2004. L'album è entrato nella top ten di numerose classifiche in tutto il mondo, arrivando sino alla seconda posizione in Svizzera e Francia ed alla terza in Austria, Belgio e Nuova Zelanda.
CD
1. Mess Around – 2:41
2. I Got a Woman – 2:52
3. Hallelujah, I Love Her So (Live) – 3:05
4. Drown in My Own Tears – 3:21
5. Night Time Is the Right Time – 3:24
6. Mary Ann – 2:47
7. Hard Times (No One Knows Better Than I) – 2:55
8. What'd I Say (Live) – 4:38
9. Georgia on My Mind – 3:39
10. Hit the Road Jack – 2:00
11. Unchain My Heart – 2:50
12. I Can't Stop Loving You (Live) – 3:16
13. Born to Lose – 3:15
14. Bye Bye Love – 2:11
15. You Don't Know Me (Live) – 3:16
16. Let the Good Times Roll (Live) – 2:48
17. Georgia on My Mind (Live) – 5:30

## Distribuzione

### Date di uscita
- Canada: 12 settembre 2004 (Toronto International Film Festival)
- Stati Uniti: 14 ottobre 2004 (Starz Denver International Film Festival)
- Stati Uniti: 19 ottobre 2004 (Anteprima)
- Austria: 24 ottobre 2004 (Vienna International Film Festival)
- Stati Uniti: 29 ottobre 2004
- Regno Unito: 31 ottobre 2004 (London Film Festival)
- Germania: 6 gennaio 2005
- Austria: 14 gennaio 2005
- Svezia: 15 gennaio 2005 (Göteborg International Film Festival)
- Argentina: 20 gennaio 2005
- Israele: 20 gennaio 2005
- Finlandia: 21 gennaio 2005
- Italia: 21 gennaio 2005
- Norvegia: 21 gennaio 2005
- Panama: 21 gennaio 2005
- Regno Unito: 21 gennaio 2005
- Australia: 27 gennaio 2005
- Cile: 27 gennaio 2005
- Svizzera: 27 gennaio 2005 (Zona in lingua tedesca)
- Grecia: 28 gennaio 2005
- Spagna: 28 gennaio 2005
- Svezia: 28 gennaio 2005
- Venezuela: 28 gennaio 2005
- Giappone: 29 gennaio 2005
- Emirati Arabi: 2 febbraio 2005
- Ungheria: 3 febbraio 2005
- Thailandia: 3 febbraio 2005
- Brasile: 4 febbraio 2005
- Messico: 4 febbraio 2005
- Polonia: 4 febbraio 2005
- Repubblica Ceca: 10 febbraio 2005
- Portogallo: 10 febbraio 2005
- Estonia: 11 febbraio 2005
- Egitto: 16 febbraio 2005
- Filippine: 16 febbraio 2005
- Croazia: 17 febbraio 2005
- Paesi Bassi: 17 febbraio 2005
- Singapore: 17 febbraio 2005
- Bulgaria: 18 febbraio 2005
- Danimarca: 18 febbraio 2005
- Islanda: 18 febbraio 2005
- India: 18 febbraio 2005
- Taiwan: 18 febbraio 2005
- Belgio: 23 febbraio 2005
- Francia: 23 febbraio 2005
- Hong Kong: 24 febbraio 2005
- Corea del Sud: 25 febbraio 2005
- Turchia: 25 febbraio 2005
- Kuwait: 2 marzo 2005
- Georgia: 10 marzo 2005

## Accoglienza

### Incassi
Ray, costato circa 40 milioni di dollari, è stato proiettato nei cinema il 29 ottobre 2004. Il film ha ottenuto un ottimo riscontro di pubblico, guadagnando 75 milioni negli Stati Uniti, ed oltre 50 in tutto il mondo, facendo guadagnare alla pellicola oltre 125 milioni di dollari. Il film trasmesso in 2474 sale negli Stati Uniti, è stato smontato il 17 marzo 2005.

### Critica
Il film ha ricevuto principalmente critiche positive. La maggior parte dei critici ha lodato la performance interpretativa di Jamie Foxx, per il quale l'attore ha ricevuto l'oscar al miglior attore. Tuttavia il film ha ricevuto anche qualche critica negativa, da chi si lamentava di una sceneggiatura mediocre. Sul sito Rotten Tomatoes, Ray ha una valutazione di 80% sulla base di 204 recensioni.

## Differenze con la realtà
Come notato nei titoli finali del film, Ray è basato su eventi reali, ma include anche alcuni cambiamenti di personaggi, nomi, luoghi ed eventi per una maggiore "drammatizzazione" della pellicola. Fra questi cambiamenti si possono citare:
- Nel film, quando il fratello minore di Ray, George annega nella vasca da bagno, lui rimane impalato a fissare la scena senza fare nulla, pensando che George stesse scherzando. Nella sua autobiografia, invece, Ray Charles ricorda di aver tirato suo fratello fuori dall'acqua appena si era reso conto che stava annegando, ma che non fu in grado di salvarlo.
- Nella scena nello studio di registrazione, quando Charles sta imparando Mess Around, viene detto che il brano è in tonalità di sol, mentre in realtà è in tonalità di mi bemolle.
- Ray Charles si rifiutò di cantare in Georgia dopo aver ricevuto alcune lettere che lo invitavano a farlo; non perché convinto da un contestatore al suo passaggio tra la folla, come si vede nel film.
- Nel film quando Margie rivela a Ray di aspettare un bambino, Ray le dice di abortire, cosa non vera nella realtà.
- Alla fine del film si scrive che, dopo essersi ricoverato per disintossicarsi dall'eroina, Ray non si drogò più. In realtà sostituì la droga con marijuana ed alcol.

## Riconoscimenti
- 2005 - Premio Oscar
  - Miglior attore protagonista a Jamie Foxx
  - Miglior sonoro a Scott Millan, Greg Orloff, Bob Beemer e Steve Cantamessa
  - Candidatura Miglior film a Taylor Hackford, Stuart Benjamin e Howard Baldwin
  - Candidatura Migliore regia a Taylor Hackford
  - Candidatura Migliori costumi a Sharen Davis
  - Candidatura Miglior montaggio a Paul Hirsch
- 2005 - Golden Globe
  - Miglior attore in un film commedia o musicale a Jamie Foxx
  - Candidatura Miglior film commedia o musicale
- 2005 - Premio BAFTA
  - Miglior attore protagonista a Jamie Foxx
  - Miglior sonoro a Karen M. Baker, Scott Millan, Greg Orloff, Bob Beemer e Steve Cantamessa
  - Candidatura Migliore sceneggiatura originale a James L. White
  - Candidatura Miglior colonna sonora a Craig Armstrong
- 2005 - Critics' Choice Movie Award
  - Miglior attore protagonista a Jamie Foxx
  - Miglior colonna sonora adattata
  - Candidatura Miglior film
  - Candidatura Migliore regia a Taylor Hackford
- 2005 - David di Donatello
  - Candidatura Miglior film straniero a Taylor Hackford
- 2004 - National Board of Review Award
  - Miglior attore protagonista a Jamie Foxx
- 2005 - Kansas City Film Critics Circle Award
  - Miglior attore protagonista a Jamie Foxx
- 2004 - Satellite Award
  - Miglior attore in un film commedia o musicale a Jamie Foxx
  - Migliore attrice non protagonista a Regina King
  - Migliore sceneggiatura originale a James L. White
  - Candidatura Miglior film commedia o musicale
  - Candidatura Migliore regia a Taylor Hackford
  - Candidatura Miglior attrice in un film commedia o musicale a Kerry Washington
  - Candidatura Miglior attrice non protagonista a Sharon Warren
- 2005 - Screen Actors Guild Award
  - Miglior attore protagonista a Jamie Foxx
  - Candidatura Miglior cast
- 2005 - MTV Movie Award
  - Candidatura Miglior film
  - Candidatura Migliore performance maschile a Jamie Foxx